# Théorème de Mazur-Ulam
En analyse, le théorème de Mazur-Ulam caractérise les isométries bijectives entre espaces vectoriels normés réels. Il a été publié par Mazur et Ulam en 1932, en réponse à une question posée par Banach.

## Énoncé
Théorème — 
Toute surjection isométrique F d'un espace vectoriel normé réel dans un autre telle que F(0) = 0 est additive (en), c’est-à-dire que F(x + y) = F(x) + F(y) pour tout x et y dans le domaine de F.
Il en résulte immédiatement, que F est affine et que si l'on impose en plus que F(0) = 0, F est linéaire.

## Remarques
L'injectivité de F est assurée par son caractère isométrique mais l'hypothèse de surjectivité est indispensable, à moins que l'espace d'arrivée soit strictement convexe.
La version complexe du théorème n'est pas valide : Jean Bourgain a démontré en 1986, par une méthode probabiliste, l'existence d'un espace de Banach complexe qui n'est même pas isomorphe, en tant que ℂ-espace vectoriel topologique, à son conjugué et Nigel Kalton en a fourni un exemple explicite. Ceci contraste avec le fait que deux espaces de Banach (ou même de Fréchet) sont homéomorphes dès qu'ils sont séparables ou plus généralement, dès qu'ils ont même densité.